# Кононов, Олег Георгиевич
Оле́г Гео́ргиевич Ко́нонов (бел. Алег Георгіевіч Конанаў; род. 23 марта 1966, Курск) — советский и белорусский футболист, защитник и полузащитник, после окончания игровой карьеры — белорусский и российский футбольный тренер.

## Клубная карьера
Окончил Смоленский институт физкультуры. Начинал играть в дублирующем составе клуба первой советской лиги «Искра» Смоленск. Впоследствии защищал цвета могилёвского «Днепра» во второй лиге. Часть сезона 1989 года провёл в ворошиловградской «Заре». В 1989—1992 годах играл в белорусском клубе КИМ Витебск.
В зимнем межсезонье 1994/95 Кононов перешёл в польский клуб «Рух» Хожув, стал первым иностранцем в истории этой команды. Но там он провёл всего 3 игры в чемпионате Польши, по результатам чемпионата «Рух» покинул высший дивизион. Кононов вернулся в Беларусь, в клуб «Нафтан» Новополоцк. Закончил игровую карьеру в минском «Торпедо».

## Тренерская карьера

### Ранние годы
Тренерскую работу начал в минском «Торпедо». Был ассистентом тренера Анатолия Юревича, вместе белорусские специалисты работали и в минском «Локомотиве», и во второй половине сезона 2003/04 в запорожском «Металлурге».
С 2005 по 2008 год руководил юношеской академией «Шерифа» Тирасполь и был одним из тренеров команды. За это время «Шериф» 4 раза подряд выиграл чемпионат Молдовы. Также выигрывал Кубок и Суперкубок Молдовы.

### «Карпаты» (Львов)
В конце мая 2008 года Олег Кононов подписал соглашение с украинским клубом «Карпаты» Львов. На этом посту он сменил Валерия Яремченко.

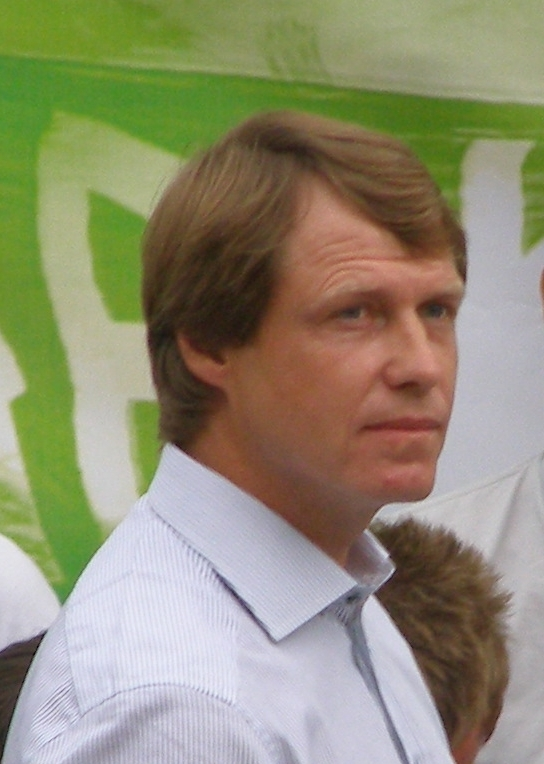
Кононов в 2010 г.

В сезоне 2009/10 занял с клубом пятое еврокубковое место в Премьер-лиге Украины. В матчах второго квалификационного раунда «Карпаты» выиграли у исландского «Рейкьявика» два матча с общим счётом 6:2, в третьем квалификационном раунде выиграли у грузинского «Зестафони» два матча со счётом 1:0, в раунде плей-офф с турецким «Галатасараем» сыграли 2:2 и 1:1 и с помощью гола на выезде вышли в групповой этап Лиги Европы 2010/11. «Карпаты» попали в сложную группу J с «ПСЖ», «Севильей» и дортмундской «Боруссией». «Карпаты» в этой группе заняли последнее место с разницей мячей −11 (4 забили и 15 пропустили) и 1 очком, сыграв вничью с «ПСЖ».
В 2011 году занял третье место в опросах читателей UA-Футбол на звание «Лучшего тренера Украины 2010 года» и звание «Открытие 2010 года». Также выиграл с львовянами второй розыгрыш турнира Copa del Sol.
В сезоне 2010/11 украинской Премьер-лиги Олег Кононов во второй раз вывел львовян в еврокубки. В матчах третьего квалификационного раунда «Карпаты» выиграли у ирландского клуба «Сент-Патрикс Атлетик» с общий счётом 5:1, но в раунде плей-офф уступили греческому клубу «ПАОК» с общим счётом 3:1 и закончили выступление в еврокубках.
7 мая 2011 года во время торжественной сессии Львовского городского совета Олег Кононов был награждён Орденом Святого Юрия «за значительные достижения в развитии спорта во Львове».
18 октября 2011 года после проигранного со счётом 0:3 матча против киевского «Арсенала», Кононов покинул клуб. В качестве главного тренера «Карпат» провёл в чемпионате Украины 103 матча. При нём команда выиграла 36 поединков, 34 свела вничью и 33 раза проиграла (разница мячей 128—126).

### «Севастополь»
20 января 2012 года был назначен генеральным директором клуба «Севастополь». 12 июня 2012 года назначен на должность главного тренера клуба, вылетевшего в первую лигу Украины. Под его руководством команда дошла до полуфинала кубка Украины, где уступила донецкому «Шахтёру» (2:4). Досрочно, за 4 тура до финиша сезона, выиграла турнир в первом дивизионе и завоевала путёвку в премьер-лигу. 10 августа 2013 года Кононов покинул занимаемый пост и перешёл работать в российский «Краснодар».

### «Краснодар»
11 августа 2013 года Кононов занял пост старшего тренера клуба «Краснодар», подписав трёхлетнее соглашение. В середине ноября Кононов получил российское гражданство. Таким образом клуб был избавлен от необходимости платить 5 млн рублей в качестве налога за иностранного главного тренера. После этого Кононов был назначен главным тренером.
В первом сезоне под руководством Кононова «Краснодар» впервые в истории вышел в еврокубки и финал Кубка России, где уступил «Ростову», а через год клуб занял третье место в Премьер-лиге, завоевав первые медали в своей истории.
13 сентября 2016 года стало известно об уходе Кононова.

### «Ахмат»
22 мая 2017 года занял пост главного тренера «Ахмата», контракт был подписан на 3 года. 30 октября после матча 15-го тура подал в отставку в связи с последними результатами команды. «Ахмат» при Кононове вылетел из Кубка России в 1/16 от красноярского «Енисея» (0:3) и после первого круга занимал девятое место с 18 очками (5 побед, 3 ничьих и 7 поражений).

### «Арсенал» (Тула)
1 июня 2018 года был назначен главным тренером тульского «Арсенала», контракт был рассчитан на один год. 12 ноября 2018 года покинул клуб. Вместе с Кононовым «Арсенал» сыграл 14 туров в Чемпионате России сезона 2018/19 расположившись на 11 месте, имея 17 очков, одержал 4 победы, 5 раз сыграл вничью и 5 раз проиграл, забив 19 и пропустив 18 мячей. В Кубке России 2018/19 в 1/16 обыграли «Сахалин» (2:1), а в 1/8 в гостях обыграли «Ахмат» (2:0).

#### Переход в «Спартак»
21 октября 2018 года «Арсенал» обыграл в Москве «Спартак» (3:2), после чего главный тренер «красно-белых» Массимо Каррера был уволен с занимаемого поста. После этого в СМИ начали называть фамилии тех, кто может возглавить «Спартак», среди них был и Кононов. 23 октября комментатор «Матч ТВ» Нобель Арустамян сообщил у себя в твиттере о том, что Кононов является фаворитом на пост тренера «Спартака». В этот же день генеральный директор «Арсенала» Дмитрий Балашов назвал информацию о переходе Кононова в «Спартак» бредом. 24 октября сообщалось, что «Спартак» согласовал контракт с Кононовым. 25 октября Кононов сообщил о том, что является тренером «Арсенала» с действующим контрактом, в этот же день приехал на встречу с болельщиками «Арсенала». 31 октября было сообщено о том, что возникли препятствия перехода. По информации издания «Спорт-Экспресс» против ухода 52-летнего специалиста выступил губернатор Тульской области Алексей Дюмин, в связи с этим связано повышение суммы компенсации за Кононова — если раньше речь шла о 500 тысячах евро за весь штаб, то теперь красно-белым выдвинуто условие о выплате 3 миллионов евро. 4 ноября президент тульского «Арсенала» Гурам Аджоев сказал о том, что разговоры идут, но пока Кононов тренер туляков. 9 ноября после выигранного домашнего матча против «Анжи» (2:0), Кононов совершил круг по тульскому стадиону, сделал серию фотографий с болельщиками на память, раздал автографы. Вместе с тем он попросил болельщиков извинить его, если что-то было не так, и выразил пожелание, что дальше у тульской команды все будет хорошо.

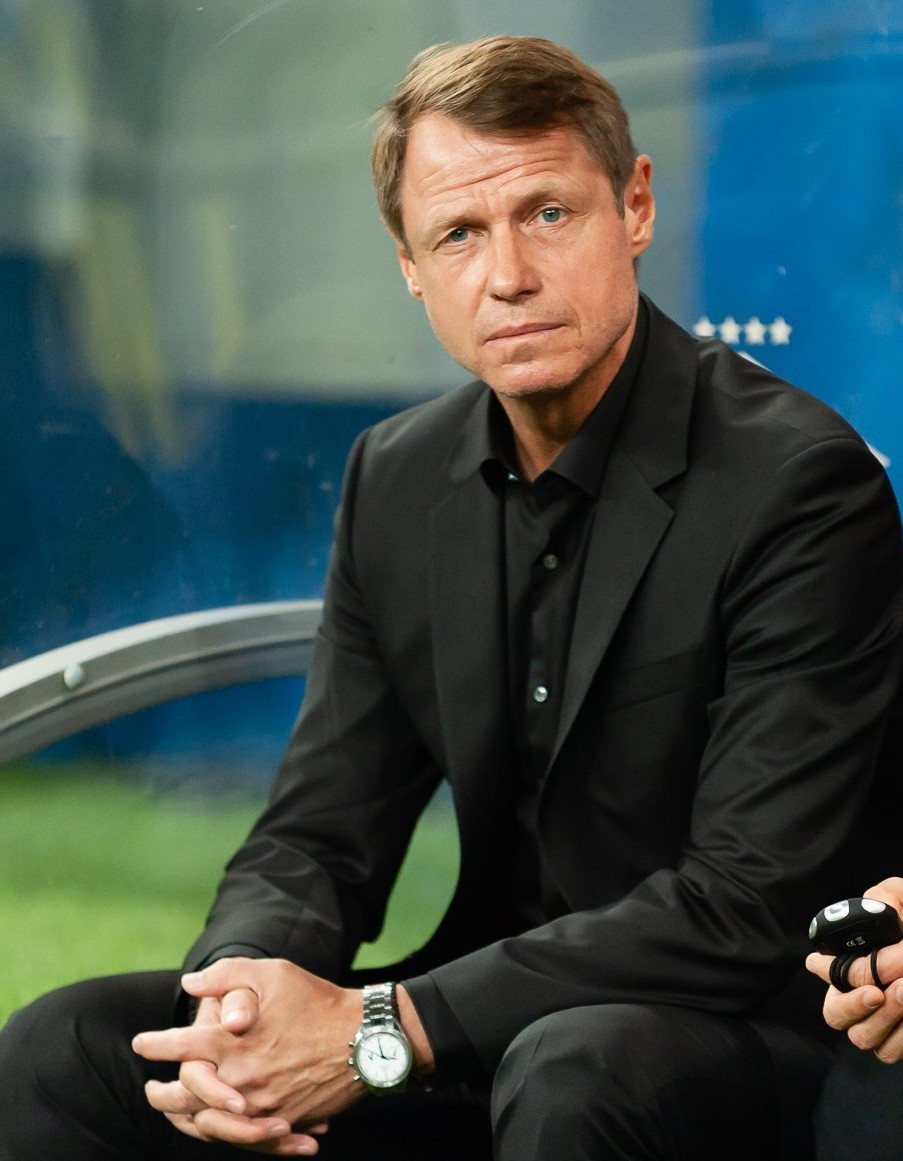
Кононов в качестве главного тренера «Спартака»

12 ноября Кононов всё же перешёл в «Спартак». 15 ноября Аджоев рассказал о том, что Кононов попросил отпустить его в «Спартак» сразу после игры в Москве, он мечтал об этом и о том, что с объявлением Кононова тянул «Спартак», они встречались один раз и сразу договорились о переходе.

### «Спартак» (Москва)
12 ноября 2018 года был назначен главным тренером московского «Спартака», вместе с Кононовым к команде присоединились: Сергей Кузнецов, Даниэл Тудор, Михаил Кожевников, Сантьяго Суарес, Стергиос Фотопулос, которые до этого были в штабе тульского «Арсенала», а также Рамиль Шарипов, который до этого находился в штабе Карреры. После назначения Кононова «Спартак» до зимней паузы в чемпионате одержал три победы: над «Крыльями Советов» (3:1), «Локомотивом» (2:1) и «Анжи» (3:0), а в Лиге Европы проиграл 2 матча: венскому «Рапиду» (1:2) и «Вильярреалу» (0:2), заняв последнее место в группе. В первом матче четвертьфинала Кубка России была сыграна домашняя ничья с «Уралом» (1:1). В январе «Спартак» выиграл товарищеский турнир Кубок «Матч Премьер», одержав победы над «Ростовом» (2:1), «Зенитом» (3:0) и «Локомотивом» (4:0). В оставшейся части чемпионата «Спартак» 6 раз победил, 3 раза сыграл вничью и 4 раза проиграл. «Спартак» вылетел из Кубка страны, проиграв ответный матч «Уралу» (0:1). В 30-м туре «Спартак» проиграл на выезде «Оренбургу» (0:2), команда заняла 5-е место, что дало ей право в сезоне 2019/20 сыграть в Лиге Европы, начав с 3-го квалификационного раунда. При этом победа давала бы им выход сразу в групповой этап, но в итоге их обошёл ЦСКА. В ходе совета директоров, проходивший 28 мая, было сказано о том, что выступление основной команды во всех турнирах было признано неудовлетворительным: «Спартак» не сумел добиться поставленных на сезон задач. В ходе выступления на совете директоров главный тренер команды Олег Кононов критически оценил итоги своей работы в «Спартаке» в завершившемся сезоне. Тем не менее совет директоров принял решение сохранить за Кононовым пост главного тренера и доверил ему подготовку команды к следующему сезону.
«Спартак» начал сезон 2019/20 с домашней победы над дебютантом лиги «Сочи» (1:0), добытой в компенсированное время. При этом, команда Олега Кононова показала невнятный футбол, но за счёт характера и везения вырвала победу. 27 июля «Спартак» в гостевом матче 3-го тура в Саранске проиграл дебютанту лиги «Тамбову» (0:2), при этом, практически на протяжении всего матча звучали кричалки болельщиков «Спартака» с требованиями отставки Олега Кононова и возвращения Массимо Карреры. 29 августа 2019 года «Спартак» завершил выступления в Лиге Европы, проиграв «Браге» в раунде плей-офф в двухматчевом противостоянии, проиграв и на выезде (0:1) и дома (1:2). 14 сентября «Спартак» под руководством Кононова проиграл «Уралу» (1:2) и это поражение стало уже третьим домашним подряд, что случилось впервые с 2012 года, до «Урала» красно-белые проиграли «Браге» (1:2, вылет из Лиги Европы) и «Зениту» (0:1). В конце матча болельщики освистали команду и стали скандировать «Атути Аванти Массимо Каррера», а также в подтрибунном помещении стадиона «Открытие Арена» спели неодобрительную кричалку о Кононове. 20 сентября «Спартак» в гостях потерпел очередное, уже 4-е подряд поражение, на этот раз от «Уфы» (0:1), этот матч стал уже 10-м подряд, в котором «красно-белые» пропускают мячи в свои ворота. 29 сентября 2019 года дома был проигран матч против «Оренбурга» (1:2), при этом «Спартак» последние 20 минут матча провёл в большинстве, но так и не смог ничего сделать, это стало уже 4 подряд поражение в рамках РПЛ, что не случалось с 2010 года.
29 сентября 2019 года, сразу после проигранного матча против «Оренбурга», Кононов подал в отставку и она была принята советом директоров «Спартака». По опросу пользователей издания «Sports.ru» Кононов был признан худшим тренером в истории «Спартака».

### «Рига» и возвращение в «Арсенал»
5 февраля 2020 года стал главным тренером «Риги», выступающей в чемпионате Латвии. Вместе с ним к клубу присоединился тренер вратарей Даниэл Тудор, который ранее работал с Кононовым в «Краснодаре», «Ахмате», «Арсенале» и «Спартаке». 11 ноября 2020 года покинул «Ригу» по личным причинам, не зависящим от Кононова. Под руководством Кононова в 18 матчах «Рига» выиграла 15 матчей и проиграла 3 матча, также команда стала чемпионом страны в третий раз подряд.
11 июня 2022 года во второй раз возглавил тульский «Арсенал», в котором он работал в начале сезона 2018/19. 11 января 2023 года президент клуба Гурам Аджоев сообщил, что Кононов покидает пост по обоюдному решению и желанию. Под его руководством команда провела 20 матчей в Первой лиге, в которых одержала девять побед и пять раз сыграла вничью, заняв шестую строчку в турнирной таблице.

### «Леон Сатурн»
4 июля 2023 года был назначен главным тренером в раменский «Сатурн». 21 июля 2023 года клуб был переименован в «Леон Сатурн». 31 августа 2023 года покинул клуб, написав заявление об уходе по собственному желанию без объяснения причин. Под его руководством подмосковная команда провела семь матчей и одержала шесть побед при одном поражении (в своей группе первенства Дивизиона «Б» Второй лиги команда с 15 очками занимала 1-е место).

### «Торпедо» (Москва)
17 января 2024 года возглавил московское «Торпедо», подписав контракт на два с половиной года. Под руководством Кононова команда в сезоне 2024/25 заняла второе место в Первой лиге и вышла в РПЛ, но позднее была исключена из высшего дивизиона. В четырёх матчах сезона 2025/26 Первой лиги «чёрно‑белые» набрали одно очко. 15 августа 2025 года «Торпедо» и Кононов расторгли контракт по соглашению сторон.

## Статистика в качестве главного тренера
| Команда            | Начало работы   | Окончание работы | Результаты | Результаты | Результаты | Результаты | Результаты | Результаты | Результаты | Результаты |
| Команда            | Начало работы   | Окончание работы | И          | В          | Н          | П          | ГЗ         | ГП         | РМ         | В %        |
| ------------------ | --------------- | ---------------- | ---------- | ---------- | ---------- | ---------- | ---------- | ---------- | ---------- | ---------- |
| «Карпаты» (Львов)  | 5 июня 2008     | 17 июня 2011     | 126        | 46         | 38         | 42         | 164        | 156        | +8         | 036,51     |
| «Севастополь»      | 13 июня 2012    | 10 августа 2013  | 43         | 26         | 10         | 7          | 88         | 37         | +51        | 060,47     |
| «Краснодар»        | 11 августа 2013 | 13 сентября 2016 | 131        | 72         | 30         | 29         | 239        | 131        | +108       | 054,96     |
| «Ахмат»            | 22 мая 2017     | 31 октября 2017  | 16         | 5          | 3          | 8          | 16         | 24         | −8         | 031,25     |
| «Арсенал»          | 1 июня 2018     | 11 ноября 2018   | 16         | 6          | 5          | 5          | 23         | 19         | +4         | 037,50     |
| «Спартак» (Москва) | 12 ноября 2018  | 29 сентября 2019 | 36         | 16         | 6          | 14         | 44         | 42         | +2         | 044,44     |
| «Рига»             | 5 февраля 2020  | 11 ноября 2020   | 18         | 15         | 0          | 3          | 42         | 14         | +28        | 083,33     |
| «Арсенал»          | 10 июня 2022    | 11 января 2023   | 21         | 9          | 5          | 7          | 32         | 30         | +2         | 042,86     |
| «Леон Сатурн»      | 4 июля 2023     | 31 августа 2023  | 7          | 6          | 0          | 1          | 15         | 2          | +13        | 085,71     |
| «Торпедо» (Москва) | 17 января 2024  | 15 августа 2025  | 54         | 23         | 20         | 11         | 69         | 48         | +21        | 042,59     |
| Всего              | Всего           | Всего            | 468        | 224        | 117        | 127        | 732        | 503        | +229       | 047,86     |

## Достижения

### Командные
«Севастополь»
- Победитель Первой лиги: 2012/13

«Краснодар»
- Бронзовый призёр чемпионата России: 2014/15
- Финалист Кубка России: 2013/14

«Рига»
- Чемпион Латвии: 2020

«Торпедо» (Москва)
- Серебряный призёр Первой лиги: 2024/25

### Личные
- Лучший тренер чемпионата России по версии РФС: 2014/15[70]